# ARA Veinticinco de Mayo (V-2)
El ARA Veinticinco de Mayo (V-2), de la Armada Argentina, fue un portaaviones ligero de la clase Colossus que sirvió entre 1970 y 2000. Previamente integró la Armada Real de los Países Bajos entre 1949 y 1970 como HNLMS Karel Doorman (R81) y la Marina Real británica entre 1945 y 1949 como HMS Venerable (R63).
Se construyó en el astillero británico Cammell Laird & Co. de Birkenhead. El entonces HMS Venerable operó en la Marina Real hasta 1949, año en el que pasó a las filas de la Armada Real de los Países Bajos. Este país vendió su HRMS Karel Doorman a la Argentina en 1968. Siendo ARA Veinticinco de Mayo, combatió en la guerra de las Malvinas integrando la Fuerza de Tareas 79. Su destino final fue el desguace en India en los años 1990 debido a los costos altísimos que le costaba al país mantener dicho portaaviones.

## Construcción
El astillero Cammell Laird & Co. de Birkenhead construyó al portaaviones. Se puso la quilla en gradas el 3 de diciembre de 1942. Se botó el casco el 23 de febrero de 1943 y recibió el nombre de HMS Venerable. Su construcción se completó el 17 de enero de 1945.

## Historia de servicio

### Reino Unido (1943-1948)
El HMS Venerable (R63) no participó de combates en la Segunda Guerra Mundial ya que este conflicto finalizó a mediados de 1945. De haber continuado la contienda, habría sido enviado al teatro de operaciones del océano Pacífico. Estaba dotado de aviones Barracuda y Corsair.

### Países Bajos (1948-1969)

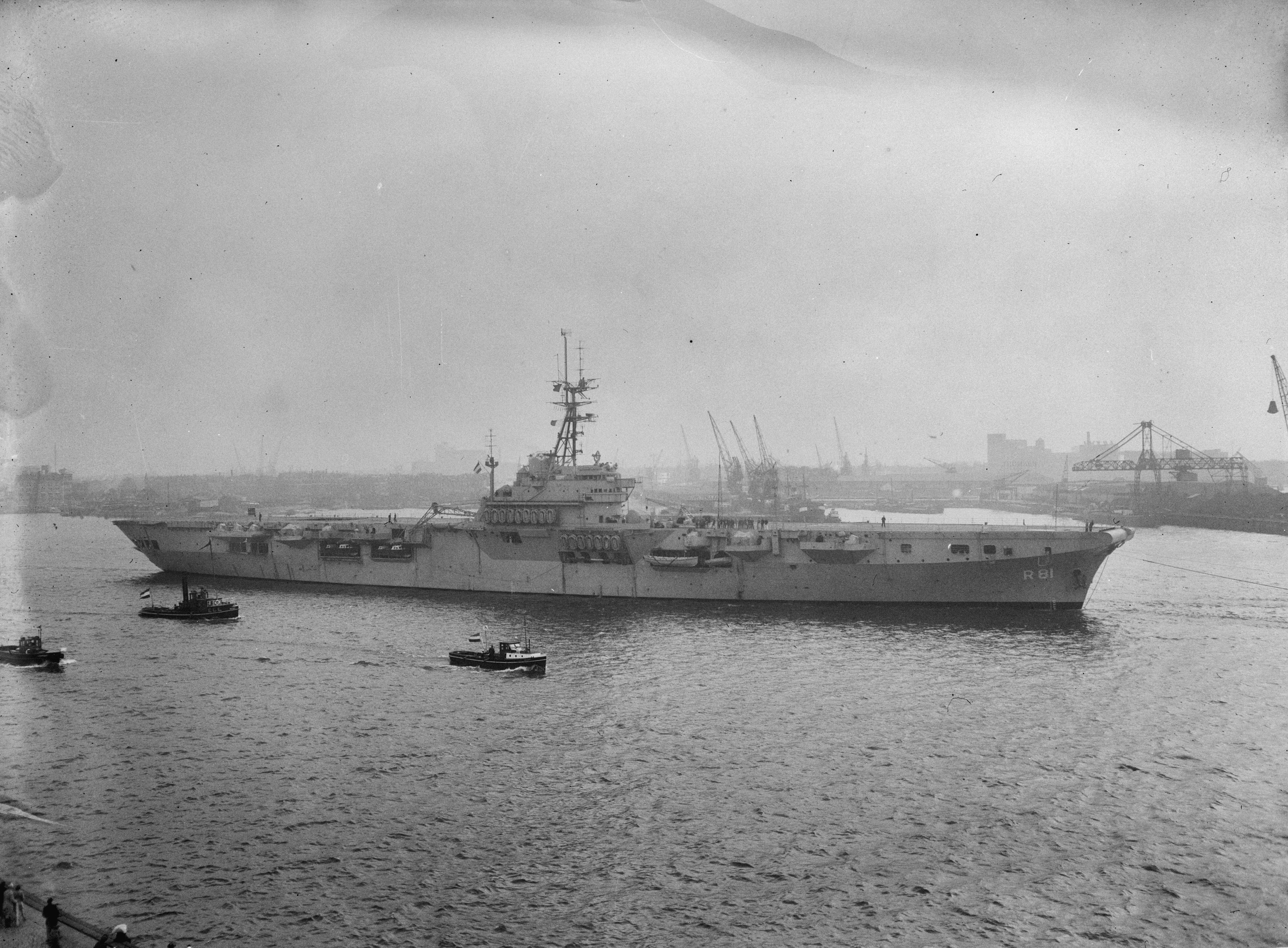
El Karel Doorman en 1950.

El 1 de abril de 1948, la Armada Real de los Países Bajos decide adquirir la nave, al que renombra HMNS Karel Doorman, que luego de un período de aclimatación y conocimiento del barco bastante movido, el portaaviones entró a dique seco entre fines de ese año y principios de 1949 para una reparación general. Concluida esta, el Doorman efectuó varios viajes de rutina y ejercitación, incluyendo maniobras con la Armada de los Estados Unidos. A los diez años de servicio en Holanda, el buque ingresó al astillero Feijenoord, para ser sometido a una gran reconstrucción que cambiaría en gran medida su aspecto original que permitió el uso de aviones de reacción, modificando su cubierta de vuelo y dotándolo de una potente catapulta para permitir el despegue de dichos aviones. En 1967 tuvo lugar un incendio que hizo que las autoridades holandesas decidieran retirarlo de servicio. Durante veinte años, sobre la cubierta del Doorman, se realizaron 8668 aterrizajes y más de 8300 catapultajes.
El 29 de abril de 1968 el portaviones sufrió un incendio en sus calderas.

### Argentina (1969-1997)

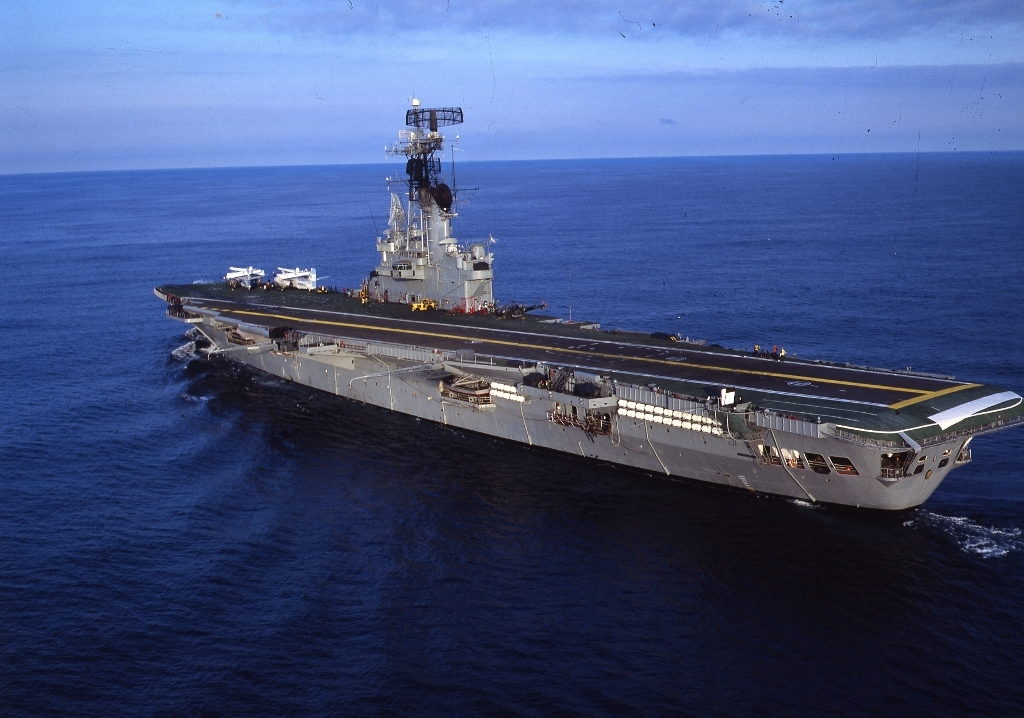
ARA Veinticinco de Mayo, durante los años 1978-1980.

La Armada Argentina necesitaba un portaviones que catapultara aviones a reacción, operación que no podía hacer el ARA Independencia (ex-HMS Warrior).
Viendo el estado general del buque, las ventajas que ofrecía la cubierta angulada, la catapulta de gran potencia y un gran número de detalles de la electrónica a bordo, compró el buque el 16 de septiembre de 1968. El barco pasó por un último período de reparaciones en Holanda y tomó su comando una reducida tripulación de oficiales y suboficiales que, al mando del capitán de navío Tirso Brizuela, se encontraba ya en ese país a tal fin.
El día 8 de agosto de 1969 el portaviones comenzó a integrar la Armada Argentina con el nombre de ARA Veinticinco de Mayo (V-2). La tripulación fue reducida, 350 hombres, siendo la normal 1000 efectivos. Se izó el pabellón nacional el 3 de septiembre y partió de Róterdam hacia aguas argentinas. Arribó sin novedades a la Base Naval Puerto Belgrano el 27 de septiembre. Entró en la base al día siguiente incorporándose así oficialmente a la Flota de Mar. Ese mismo año tuvieron lugar los primeros apontajes y despegues desde su cubierta de aviones de la Aviación Naval.
Desde 1970, el barco se constituyó en el buque insignia de esa Armada y participó anualmente en varias maniobras y ejercicios. De paso, visitó por primera vez el Puerto de Buenos Aires.
El 10 de enero de 1972 el Veinticinco de Mayo se destacó en los Estados Unidos, arribando a Nueva York el 28 de ese mes. Allí embarcó a dieciséis aviones de caza y ataque Douglas A-4Q Skyhawk, con munición y carga de distinta naturaleza.
Por la crisis entre Argentina y Chile de 1978 el Veinticinco de Mayo fue enviado a la zona encabezando una importante flota de buques de superficie y submarinos. Cuando la Operación Soberanía había sido puesta en marcha, dado el tiempo reinante en la zona austral dicha operación fue cancelada por Argentina. Finalmente, la intervención del papa Juan Pablo II evitó el enfrentamiento y el buque, junto a la flota desplegada, regresó a la Base Naval Puerto Belgrano.

#### Conflicto de las Malvinas
El 23 de marzo de 1982 la Junta Militar ordenó mediante el Acta N.º 4 «M»/82 la recuperación de las islas Malvinas. Para lograr esto, el Comando de la Aviación Naval formó tres grupos aeronavales, el Costero, el Insular y el Embarcado. Mientras tanto, la Escuadrilla realizó su apresto en la Base Aeronaval Comandante Espora.
Iniciando la Operación Azul, la Armada Argentina formó la Fuerza de Tareas 20 para cubrir las espaldas de la Fuerza de Tareas 40, encargada del desembarco. El Veinticinco de Mayo asumió como nave capitana de la FT-20 y zarpó de la Base Naval Puerto Belgrano el 28 de marzo junto al resto de las fuerzas. El Grupo Aeronaval Embarcado se constituyó con tres aviones A-4Q Skyhawk de la EA33, cinco S-2E Tracker de la EA2S, tres helicópteros SA316 Alouette III de la EAH1 y un SH-3 Sea King de la EAH2. El asalto anfibio fue ejecutado y los soldados argentinos tomaron Puerto Argentino  sin mayores inconvenientes el 2 de abril. La fuerza atacó las defensas isleñas, que tras un combate se rindieron por orden del gobernador Rex Hunt. Hubo solo una baja argentina y ninguna británica o malvinense (Las tropas argentinas que tomaron la casa del gobernador tenían la orden de no provocar bajas inglesas a fin de que el Reino Unido no esgrimiera legítima defensa. Debían lograr la rendición inglesa antes de que el grueso de las tropas desembarcara y evitar así combates en zonas urbanas que pudieran provocar bajas civiles)
El 4 de abril la nave regresó a Puerto Belgrano.
El portaaviones Veinticinco de Mayo operó proveyendo cobertura aérea a la operación de ocupación. Este buque, sufría los inconvenientes propios del paso de los años, y dificultades para su mantenimiento. En tanto que sus aviones embarcados, A-4Q Skyhawk, S-2 Tracker y helicópteros, sufrían inconvenientes en el mantenimiento, debido al embargo de armas estadounidense. Los servicios de inteligencia británicos descartaban el empleo del sistema de armas Super Étendard-Exocet desde el portaaviones. A pesar de esto, el portaaviones constituía la amenaza más importante para la flota británica.
El 14 de abril el submarino nuclear británico HMS Splendid (S106) se encontraba en posición entre las islas y el continente. Se le ordenó avanzar hacia el norte en busca del Veinticinco de Mayo.
Las reglas de empeñamiento de la Marina Real británica no permitían que sus submarinos nucleares atacasen a un buque de superficie argentino excepto que fuera en defensa propia. El 23 de abril, el Splendid detectó al Veinticinco de Mayo cerca de Puerto Belgrano. Como el submarino se encontraba muy lejos de la zona de exclusión, no podía atacarlo. El submarino británico solicitó cambiar las reglas de empeñamiento para poder atacarlo, el gobierno británico le respondió negativamente.
Dada la proximidad de la Fuerza de Tareas británica a la zona de operaciones, el 24 de abril, se le ordenó al Splendid prepararse nuevamente para atacar al portaaviones. Dos días después, el submarino británico halló a los destructores Hércules y Santísima Trinidad —escoltas del portaaviones— navegando por el litoral argentino hacia el sur. Se le ordenó abandonar el contacto y buscar al portaaviones hacia el norte.
El 28 de abril Gran Bretaña estableció una zona de exclusión total (ZET) con centro en las Malvinas. Dos días después, luego de un debate, el gabinete de guerra británico decidió cambiar las reglas empeñamiento, permitiendo a todas sus fuerzas atacar al portaaviones fuera de la ZET, incluyendo los submarinos nucleares, aun si el buque argentino no hubiere efectuado ataque alguno, a excepción de que este se encontrara al norte del paralelo 35° S y al oeste del meridiano 35° O, o dentro de las 12 mn de la costa argentina.
Ante el desconocimiento de la ubicación del Veinticinco de Mayo, el jefe de la Fuerza de Tareas británica, almirante John Woodward, envió un avión Sea Harrier, el cual detectó con su radar lo que parecía ser el portaaviones argentino con sus escoltas, a 200 nmi al noreste de la Fuerza de Tareas británica. El Grupo de Tareas del portaaviones argentino se preparaba para efectuar un ataque sobre la fuerza inglesa. Intentó lanzar seis aviones A-4Q armados con cuatro bombas Mark 82 de 250 kg cada uno. No pudo realizarlo debido a la falta de viento favorable para despegar. Del movimiento pinza que planeaba realizar la Flota de Mar argentina a la Fuerza de Tareas británica, una punta era el grupo del ARA Veinticinco de Mayo, y la otra, el grupo del crucero ARA General Belgrano. Los británicos se vieron obligados a atacar a una de las puntas, y eligieron atacar al mencionado en segundo lugar. El submarino nuclear HMS Conqueror (S48), que estaba persiguiendo al crucero, lo atacó con tres torpedos, dos acertaron, provocando sus hundimiento y la muerte de 323 tripulantes. El tercer torpedo causó daños menores a uno de los escoltas del crucero, el destructor ARA Bouchard (D-26). Luego de esa acción, los demás buques argentinos, incluyendo el portaaviones, se retiraron a aguas menos profundas a fin de evitar otro ataque.
De regreso, sus medios atacaron un posible submarino británico con resultado nunca confirmado. Su GAE atacó efectivamente a las fuerzas británicas desde bases terrestres. En reconocimiento por su actuación en la contienda recibió la condecoración «Operaciones de Combate», por Resolución COAR N.º 08/83.

#### Posguerra y final
Hacia fines de 1988 se dispuso un ambicioso programa de modernización del buque en el Astillero Río Santiago que incluiría el cambio de su planta propulsora y toda la electrónica del mismo. La crisis económica desatada en el primer semestre de 1989 pulverizó el presupuesto asignado, y la actualización fue abandonada. El buque no volvió a navegar operativamente.
Varias de sus piezas comenzaron a ser canibalizadas y vendidas a la Marina de Brasil, que las utilizó en el NAeL Minas Gerais (A-11), también de la Clase Colossus, por ejemplo la potente catapulta, la que una vez instalada en el NAeL pudo operar con los Douglas A-4KW, adquiridos a Kuwait el 30 de abril de 1998.
Por resolución del jefe de Estado Mayor General de la Armada, Carlos Marrón (BNC N.º 6 del 5 de marzo de 1997) se pasó a la unidad de receso temporario para modificación o modernización a la de radiación para su venta a partir del 1 de febrero de 1997. En el 2000, finalmente fue enviado al puerto de Alang (India) donde fue desguazado.

## Propulsión
Su propulsión se constituía por dos equipos de turbinas Parsons Compound de reacción pura, compuestas cada una por una turbina de alta y otra de baja presión. Cada equipo accionaba independientemente un eje propulsor por medio de una caja de simple reducción. Cada equipo es de 20 000 CV a 230 rpm.
Poseía una usina de corriente continua y otra de alterna, la primera compuesta por dos turbogeneradores de 220 V CC, 500 kW 2200 A c/u y dos generadores diésel auxiliares de 200 kW. La corriente alterna la componían dos turbo alternadores de 440 V trifásicos, 60 Hz y 450 kW, existiendo para casos de emergencia dos convertidores alimentados por al red de CC.
La catapulta fue fabricada por Brown Bross Ltd de Edimburgo, Escocia, y era del tipo British Steam 4, serie 9; de 199 pies totales y 174 pies de tracción, con una capacidad de arrastre que oscilaba entre las 15 000 y las 30 000 lbs; una velocidad máxima en vacío de 303 nudos y una presión total de vapor que rondaba los 300 PSI. El sistema contaba con dos cilindros de 18 pulgadas de diámetro, montados en paralelo en una cuna enrasada dentro de la cubierta de vuelo y ubicada a proa en la banda de babor. Dentro de ambos cilindros corrían sendos pistones impulsados por el vapor a alta presión que, conectados a un boogie y por intermedio de éste a un estrobo situado sobre la cubierta de vuelo (gancho de arrastre), impulsaban los aviones a la velocidad requerida para iniciar el despegue. La presión necesaria para cada lanzamiento dependía del peso y la velocidad de despegue propia de cada aeronave. Es de destacar que tal catapulta, bajo operaciones de máximas prestaciones alcanzaba los 110 nudos (114 nudos originales) para un peso absoluto de 30 000 lbs con un incremento en la aceleración de 6 nudos por cada 1000 lbs sustraídas al peso de la aeronave. Mediante tales cálculos, un Skyhawk A-4Q de 22 500 lbs de peso como los que operaba el portaaviones en 1982 podía ser catapultado a una velocidad de 121,5 nudos, sin la adición del viento sobre cubierta (WOD).

## Grupo Aeronaval Embarcado
El Grupo Aéreo Embarcado (GAE) disponible a su bordo evolucionó de acuerdo a las incorporaciones de material con que contó la Armada Argentina.
En su primeras singladuras embarcó a los aviones Grumman S-2A Tracker (antisubmarinos - ASW) y North American Aviation T-28P (Trojan/Fennec) (navalizados para operaciones de ataque), mientras que los helicópteros Sikorsky S-58 cubrían las operaciones de rescate, enlace, y colaboraban en la guerra antisubmarina, función que más tarde fuera cubierta por los Sud Aviation Alouette III.
En 1972 la Armada Argentina adquirió en Estados Unidos dieciséis aviones de caza y ataque Douglas A-4B con ciertas modificaciones y completamente recorridos por lo que fueron designados como A-4Q. Tales aviones conformaron la 3.ª Escuadrilla Aeronaval de Caza y Ataque con asiento en la Base Aeronaval Comandante Espora. Los A-4Q cumplían funciones de ataque a unidades de superficie (ASuW) con bombas frenadas, cobertura antiaérea con misiles AIM-9B Sidewinder, reabastecimiento en vuelo mediante el uso del sistema «Buddy Pack», Sargent Fletcher 31-300 (de origen israelí) y misiones de reconocimiento fotográfico, haciendo uso del pod VICON 18 equipado con seis cámaras fotográficas oblicuas Vinten. También se adquirieron entonces cuatro helicópteros Sikorsky S-61D Sea King para operaciones antisubmarinas y en 1975 un quinto para operaciones especiales.
En 1978 se incorporaron seis Grumman S-2E Tracker, también para operaciones antisubmarinas, versión actualizada del Tracker que incorporaba mejoras en la detección y seguimiento mediante sonoboyas de contactos submarinos, modificando los anteriores sobrevivientes para tareas de enlace y logísticas. El portaaviones tenía asignado un Aérospatiale Alouette III para operaciones de enlace, rescate de pilotos y búsqueda y rescate.
Finalmente, en sus últimos años operativos y luego de efectuarse modificaciones en la cubierta de vuelo y en el sistema de frenado del buque, comenzaron a operarse los AMDBA Super Étendard, conformándose así un grupo mixto con tales aviones, los Douglas A-4 sobrevivientes, los S-2 Tracker, los helicópteros Sikorsky S-61D Sea King y el Alouette III mencionado.

## Sensores
La electrónica del barco ha cambiado en diversas ocasiones, puede resumirse en: dos radares de alerta temprana LW-01 y LW-02, un radar de adquisición y seguimientos de objetivos DA-02, un radar de navegación/descubierta de superficie ZW-01, un radar altimétrico SGR-109, diversos equipos ECM (contramedidas electrónicas) y una antena del TACAMO URN-20 la cual, por su extrema sensibilidad, va por dentro de un tubo lleno de hidrógeno líquido, única sustancia capaz de proteger dicha antena. Luego recibió un equipo de data link para tener, a su bordo, una repetidora de los radares de los destructores Tipo 42, ARA Hércules (D-1) y ARA Santísima Trinidad (D-2).

## Comandantes del ARA Veinticinco de Mayo
El buque, a lo largo de su carrera operativa en la Armada Argentina, tuvo a los siguientes comandantes:
| Desde                   | Hasta                   | Grado              | Nombre                  |
| ----------------------- | ----------------------- | ------------------ | ----------------------- |
| 10 de octubre de 1968   | 5 de marzo de 1970      | Capitán de navío   | Tirso Ranulfo Brizuela  |
| 5 de marzo de 1970      | 3 de marzo de 1971      | Capitán de navío   | Marcos Oliva Dey        |
| 3 de marzo de 1971      | 17 de diciembre de 1971 | Capitán de navío   | Félix Federico Fritte   |
| 17 de diciembre de 1971 | 15 de diciembre de 1972 | Capitán de navío   | Mario Alberto Hoffmann  |
| 15 de diciembre de 1972 | 28 de enero de 1974     | Capitán de navío   | Carlos Marino Mazzoni   |
| 28 de enero de 1974     | 5 de febrero de 1975    | Capitán de navío   | Roberto Ruilópez        |
| 5 de febrero de 1975    | 11 de marzo de 1975     | Capitán de fragata | Edgardo Aroldo Otero    |
| 11 de marzo de 1975     | 7 de enero de 1976      | Capitán de navío   | Humberto José Barbuzzi  |
| 7 de enero de 1976      | 4 de enero de 1977      | Capitán de navío   | Alberto Gabriel Vigo    |
| 4 de enero de 1977      | 11 de enero de 1978     | Capitán de navío   | Rodolfo C. Luchetta     |
| 11 de enero de 1978     | 26 de enero de 1979     | Capitán de navío   | Niceto Echauri Ayerra   |
| 26 de enero de 1979     | 29 de enero de 1980     | Capitán de navío   | Gualter Oscar Allara    |
| 29 de enero de 1980     | 18 de diciembre de 1980 | Capitán de navío   | Raúl Jorge González     |
| 18 de diciembre de 1980 | 4 de febrero de 1982    | Capitán de navío   | José Julio Sarcona      |
| 4 de febrero de 1982    | 30 de diciembre de 1983 | Capitán de navío   | Néstor Omar Baricco     |
| 30 de diciembre de 1983 | 28 de febrero de 1984   | Capitán de navío   | Gerardo L. Núñez        |
| 28 de febrero de 1984   | 8 de marzo de 1985      | Capitán de navío   | Guillermo F. Payer      |
| 8 de marzo de 1985      | 27 de febrero de 1986   | Capitán de navío   | Jorge Osvaldo Ferrer    |
| 27 de febrero de 1986   | 15 de diciembre de 1986 | Capitán de navío   | Mateo A. Giordano       |
| 15 de diciembre de 1986 | 9 de marzo de 1988      | Capitán de navío   | Daniel A. Fusari        |
| 9 de marzo de 1988      | 27 de marzo de 1990     | Capitán de navío   | Guillermo B. Maissonave |

A partir de su desafectación del servicio activo, tuvo a los siguientes segundos comandantes a cargo del comando:
| Desde                   | Hasta                   | Grado              | Nombre                     |
| ----------------------- | ----------------------- | ------------------ | -------------------------- |
| 27 de marzo de 1990     | 23 de marzo de 1993     | Capitán de fragata | Carlos A. Nesprias         |
| 23 de marzo de 1993     | 29 de diciembre de 1993 | Capitán de fragata | José Luis Sciotti          |
| 29 de diciembre de 1993 | 28 de febrero de 1996   | Capitán de fragata | Adolfo Luis Ureta          |
| 28 de febrero de 1996   | 1 de febrero de 1997    | Capitán de fragata | Eduardo M. Pereyra Huertas |

## Su nombre
Fue el 15.º buque argentino en llevar el nombre «Veinticinco de Mayo». Honra a la jornada del 25 de mayo de 1810, cuando se erigió la Primera Junta durante la Revolución de Mayo.

#### Libros
- Landaburu, Carlos Augusto (1989). La guerra de las Malvinas. Buenos Aires: Círculo Militar. ISBN 978-950-9822-15-3.
- Martini, Héctor (1992). Historia de la Aviación Naval Argentina Tomo III. Buenos Aires: Departamento de Estudios Históricos Navales. ISBN 978-987-99459-0-2.
- Yofre, Juan Bautista (2011). 1982: los documentos secretos de la guerra de Malvinas/Falklands y el derrumbe del Proceso (2.ª edición). Buenos Aires: Sudamericana. ISBN 978-950-07-36664.

#### Publicaciones
- Coli, Carlos A. (2007). «La Flota de Mar en la guerra del Atlántico Sur. Su actuación posterior al 2 de abril de 1982». Boletín del Centro Naval CXXV (816). ISSN 0009-0123.
- Amendolara, Alejandro J. (2007). «¡Hundan al portaviones!». Boletín del Centro Naval CXXV (817). ISSN 0009-0123.
- Secondi, Martín; Leguizamón, Jorge A. (1999). 25 de Mayo, portaaviones. Ayer y hoy. ISBN 978-987-9249-06-2.